# ハコフグ属
ハコフグ属（学名：Ostracion）は、ハコフグ科の下位分類群の1つ。インド太平洋からアメリカ大陸沿岸の東太平洋まで分布する。

## 分類と名称
1758年にカール・フォン・リンネによって『自然の体系』第10版の中で設立された。その後にミナミハコフグ Ostracion cubicus が基準種に指定された。当初の指定は不明瞭で、ピーター・ブリーカーは1865年に O. teragonus (ミナミハコフグのシノニム) を基準種に指定し、デイビッド・スター・ジョーダンとチャールズ・ヘンリー・ギルバートは1883年に O. cubiceps (ミナミハコフグのシノニム)を基準種に指定した。
学名は「小さな箱」を意味し、基準種であるミナミハコフグの体の形を示している。

## 下位分類
以下の種が分類されている。
- Ostracion cubicum Linnaeus, 1758 ミナミハコフグ (Yellow boxfish)
- Ostracion cyanurus Rüppell, 1828 (Bluetail trunkfish)
- Ostracion immaculatum Temminck & Schlegel, 1850 ハコフグ (Bluespotted boxfish)
- Ostracion meleagris G. Shaw, 1796 クロハコフグ (White-spotted boxfish)
- Ostracion nasus Bloch, 1785 ヒョウモンハコフグ (Shortnose boxfish)
- Ostracion rhinorhynchos Bleeker, 1851 テングハコフグ (Horn-nosed boxfish)
- Ostracion solorense Bleeker, 1853 (Reticulate boxfish)
- Ostracion trachys J. E. Randall, 1975 (Roughskin trunkfish)
- Ostracion whitleyi Fowler, 1931 (Whitley's boxfish)

## 形態
厚い楕円形の体を持ち、大部分は厚い六角形の板状鱗が組み合わさった甲羅に包まれている。甲羅は立方体で、背側はなだらかに丸みを帯び、腹側は平らである。下側の脇腹には縦方向の隆起が1対あるが、甲羅に棘はなく、口、目、鰓、尾のための隙間がある。突き出た吻部と小さな口には肉質の唇があり、各顎には15本以下の中程度の大きさの円錐形の歯がある。鰓は短く斜めで、胸鰭基部の前方に位置している。背鰭と臀鰭は後方に位置している。尾柄は細長く、尾鰭は扇型である。全長45cmのミナミハコフグから、全長11.5cmの O. trachys まで、大きさは様々である。

## 分布と生息地
紅海や東アフリカから、インド洋や太平洋を通って、メキシコとエクアドルの間の東太平洋まで分布する。ミナミハコフグはスエズ運河を通って地中海に進出している。ラグーンやサンゴ礁の浅瀬に単独で生息する。